# Dworzyszcze (rejon wołożyński)
Dworzyszcze (biał. Дворышча; ros. Дворище) – wieś na Białorusi, w obwodzie mińskim, w rejonie wołożyńskim, w sielsowiecie Wołożyn.
W dwudziestoleciu międzywojennym leżało w Polsce, w województwie nowogródzkim, w powiecie wołożyńskim.